# Vanessa Vandy
Vanessa Vandy, född 14 maj 1989 i Auckland, Nya Zeeland, är en finländsk stavhoppare med dubbla medborgarskap (Finland och Nya Zeeland). Hon representerar föreningen Vasa Idrottssällskap. Förutom stavhoppet är hon en blivande filmdirektör och musikproducent under namnet Vivandy. En del av hennes musik kan höras från www.myspace.com/vivandy
Vanessa Vandy har ett personligt rekord 4,36 m satt vid elittävlingarna i Lappo (Finland) den 8 juli 2009.
Efter segern i finländska mästerskapen i juli 2008 blev Vandy uttagen att representera Finland vid OS i Peking. Där klarade hon emellertid endast 4,00 meter i kvalet och lyckades inte ta sig vidare till finalen (kvalgränsen var 4,50 meter). 

## Meriter
- 2:a plats vid finländska mästerskapen inomhus 2007
- 2:a plats vid finländska mästerskapen utomhus 2007
- 1:a plats vid Finnkampen 2007
- 7:e plats vid Junior-EM (U19) 2007
- 1:a plats vid finländska mästerskapen inomhus 2008
- 1:a plats vid finländska mästerskapen utomhus 2008
- 6:e plats vid Junior-VM (U19) 2008
- 2:a plats vid Finnkampen 2008
- 3:e plats vid EM U23 2009
- 2:a plats vid finländska mästerskapen utomhus 2009
- 2:a plats vid finländska mästerskapen utomhus 2010